# Prix Schlingo
Le prix Schlingo est décerné au festival international de la bande dessinée d'Angoulême depuis 2009, en marge du palmarès officiel. Il a été créé à l'initiative de Florence Cestac et Yves Poinot. Il récompense un album et/ou un auteur ayant une communauté d'esprit avec l’œuvre de Charlie Schlingo.
Le prix est doté d'un diplôme dessiné par Florence Cestac et 2 caisses de Saint-Émilion, produite par Château Barrail des Graves en 2005.

## Liste des auteurs récompensés

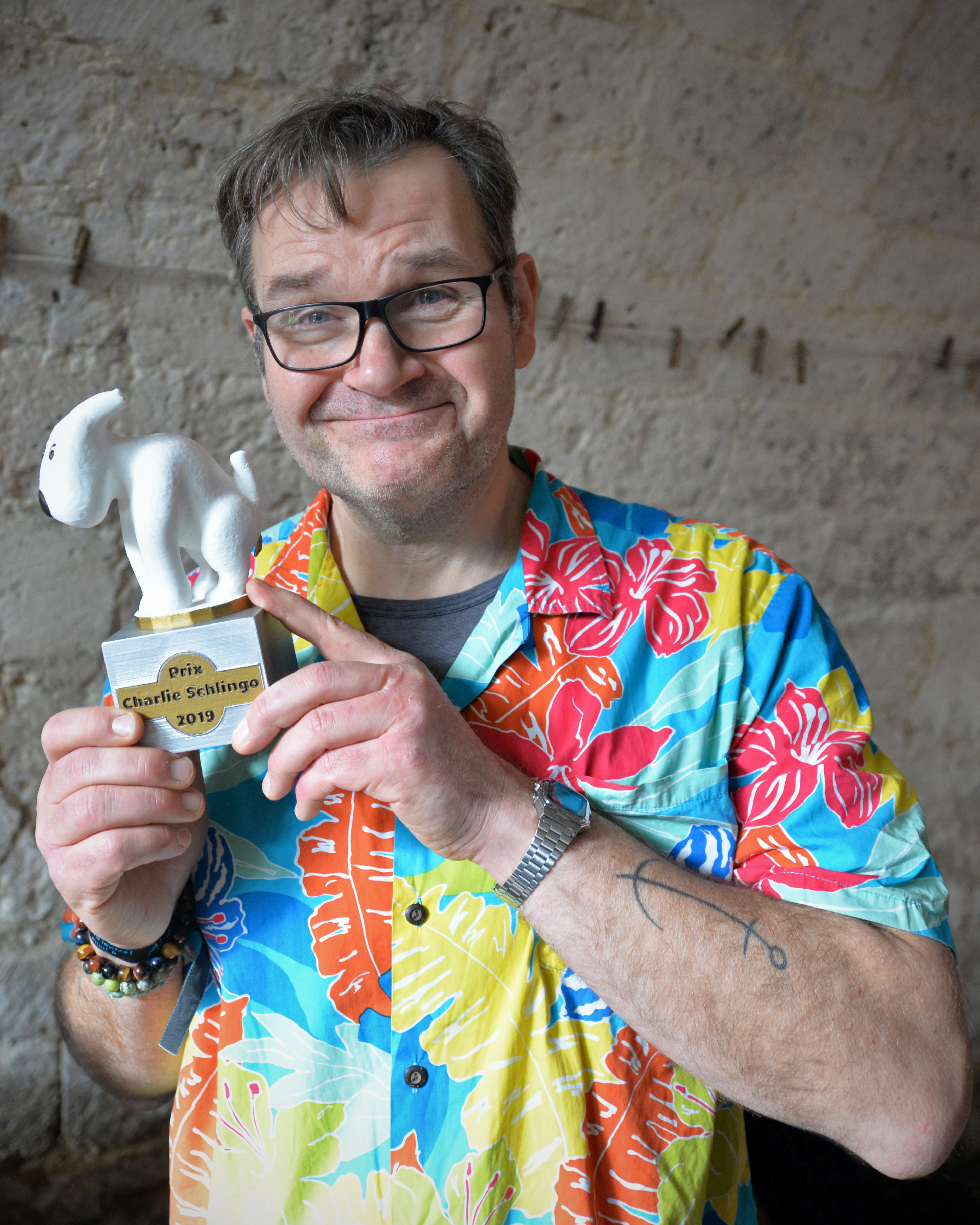
Laurent Houssin, lauréat du prix en 2019.

| Année | Lauréat                        | Album récompensé                                   | Coauteur                             | Éditeur                               |
| ----- | ------------------------------ | -------------------------------------------------- | ------------------------------------ | ------------------------------------- |
| 2009  | Lindingre                      | Série Chez Francisque                              | Manu Larcenet (dessin)               | Dargaud                               |
| 2010  | Frédéric Felder                | Melo Bielo                                         | Olivier Besseron (dessin)            | Hervé Desinge - Hugo & Cie            |
| 2011  | Daniel Fuchs                   | Mes années bêtes et méchantes                      | Nicoby (dessin) et Joub (coscénario) | Glénat - Drugstore / Vent des savanes |
| 2012  | Goupil Acnéique                | Paf & Hencule - French Doctors                     | Abraham Kadabra (scénario)           | Même Pas Mal                          |
| 2013  | Guillaume Bouzard              | La Bibite à Bon Dieu                               |                                      | Les Requins Marteaux                  |
| 2014  | El Diablo et Pozla             | Les cacahuètes sont cuites (Monkey Bizness tome 2) |                                      | Ankama                                |
| 2015  | Berth                          | Ça sent mauvais                                    |                                      | Jack is on the road                   |
| 2016  | Mo/CDM et Pixel Vengeur        | Les Trois petits cochons reloaded                  |                                      | Fluide Glacial                        |
| 2017  | Gab                            | Jésus                                              |                                      | Zélium                                |
| 2018  | Anouk Ricard                   | Pour l’ensemble de son œuvre                       |                                      |                                       |
| 2019  | Laurent Houssin                | Tendre enfance                                     | Jorge Bernstein                      | Éditions Rouquemoute                  |
| 2020  | Fabien Toulmé et Caloucalou    | Cher dictateur                                     |                                      | Fluide Glacial                        |
| 2021  | Bazil                          | American Dreams                                    |                                      | Bang ediciones                        |
| 2022  | Claire Bouilhac et Jake Raynal | Francis en vacances                                |                                      | Cornélius                             |
| 2023  | Éric Salch                     | Stupide Mâle Blanc                                 |                                      | Les Requins Marteaux                  |
| 2024  | Olivier Besseron               | Zozo le clown                                      |                                      | Éditions Rouquemoute                  |
| 2025  | Romain Dutreix                 | Mamie n'a plus toute sa tête                       |                                      | Dargaud                               |